# Cuando hables con él
«Cuando hables con él» –estilizado en mayúsculas– es una canción de la cantautora española Aitana lanzada el 30 de mayo de 2025 como focus track de su cuarto trabajo de estudio, Cuarto azul (2025).

## Antecedentes y composición
Aitana reprodujo esta canción por primera vez durante su listening party en el Movistar Arena en Madrid, el 27 de mayo de 2025. Ese mismo día anunció que esta canción será el focus track del álbum.
El sencillo fue escrito por Aitana, Andrés Torres y Mauricio Rengifo, y producido por los mismos Torres y Rengifo. En la letra de la balada, Aitana le pide a una tercera persona que dialogue con su primer amor.
El 29 de mayo de 2025, anunció que la canción vendrá acompañada de un videoclip dirigido por Jose Ocaña, que también fue publicado la misma noche del lanzamiento de Cuarto azul.

## Promoción

### Videoclip
El vídeo fue lanzado el 30 de mayo, simultáneamente a la canción y el resto de canciones del álbum, en las plataformas digitales. El videoclip estuvo dirigido por Jose Ocaña y muestra a Aitana en distintas etapas de su vida, intentando salvar una habitación que se deteriora con goteras y fuego, haciéndose referencia a una metáfora de una relación pasada destruida, pero difícil de abandonar. El cierre del videoclip muestra a la catalana saliendo del cuarto acompañada de palomas, simbolizando la aceptación y cierre de esa etapa de su vida.
Aitana es interpretada por Sofía Otero durante su niñez, mientras que Rocio Soria interpreta su versión adolescente. 

## Posicionamiento en las listas

### Semanales
| Listas (2025)       | Mejor posición |
| ------------------- | -------------- |
| España (PROMUSICAE) | 4              |

## Certificaciones
| País   | Organismo certificador | Certificación | Ventas certificadas | Ref.  |
| ------ | ---------------------- | ------------- | ------------------- | ----- |
| España | PROMUSICAE             | Oro           | 50 000              | [ 6 ] |

## Historial de lanzamiento
| Región         | Fecha              | Formato(s) | Discográfica          | Ref.  |
| -------------- | ------------------ | ---------- | --------------------- | ----- |
| América Latina | 30 de mayo de 2025 | Airplay    | Universal Music Group | [ 7 ] |